# KUROYUME COMPLETE RARE TRACKS 1991-1993 〜インディーズ全曲集〜
『KUROYUME COMPLETE RARE TRACKS 1991-1993 〜インディーズ全曲集〜…』は、日本のロックバンド、黒夢のアルバム。

## 概要
- 黒夢がインディーズ時代に発表したアルバム『中絶』『生きていた中絶児』『亡骸を…』を一つのアルバムにまとめた作品。
- Disc 1は8cmCD、Disc 2は12cmCDとなっている。
- タイトルに「インディーズ全曲集」とあるが、オムニバス盤に収録されている「MISSING GLORY」「IN SKY (New Version)」、配布CDに収録されている「百合の花束 -Acoustic Version-」、デモテープ「黒夢」に収録されている「黒夢」「& DIE」が収録されていないため厳密には「全曲集」ではない。
- 全曲リマスタリングされている。

## 収録曲
- Disc 1

1. 中絶 
(作詞: 清春、作曲: 臣)
2. 浮遊悲 
(作詞: 清春、作曲: 人時)
3. IN SKY 
(作詞: 清春、作曲: 清春・臣)

- Disc 2

1. 黒夢 
(作詞: 清春、作曲: 人時)
2. 狂い奴隷 
(作詞: 清春、作曲: 臣)
3. 磔 
(作詞: 清春、作曲: 人時)
4. 楽死運命 
(作詞: 清春、作曲: 人時)
5. 親愛なるDEATH MASK 
(作詞: 清春、作曲: 清春)
6. 鏡になりたい 
(作詞: 清春、作曲: 臣)
7. UNDER… 
(作詞: 清春、作曲: 臣)
8. 終幕の時 
(作詞: 清春、作曲: 臣)
9. DANCE 2 GARNET 
(作詞: 清春、作曲: 人時)
10. 讃美歌
(作詞: 清春、作曲: 臣)
11. 十字架との戯れ
(作詞: 清春、作曲: 人時)
12. MISERY
(作詞: 清春、作曲: 臣)
13. If
(作詞: 清春、作曲: 臣)
14. JESUS
(作詞: 清春、作曲: 人時)
15. 親愛なるDEATH MASK
(作詞: 清春、作曲: 清春)
16. 亡骸を
(作詞: 清春、作曲: 臣)